# Keeper of the Seven Keys - The Legacy
Keeper of the Seven Keys - The Legacy, è l'undicesimo studio album della power metal band tedesca Helloween, pubblicato nel 2005 e prodotto da Charlie Bauerfeind.
Seguito dei due lavori più celebri della band, Keeper of the Seven Keys part I (1987) e part II (1988), è il primo doppio album della band, nonché il primo lavoro registrato con il batterista svizzero Daniel Loeble. È anche il primo lavoro della band a presentare un musicista esterno come ospite, nella fattispecie Candice Night (cantante dei Blackmore's Night) che duetta con Andi Deris in Light the Universe. 
Il primo CD contiene The King for a 1000 Years, che con i suoi 13:54 di durata fu all'epoca la traccia più lunga mai incisa dagli Helloween, battendo i 13:52 della remixata di Keeper of the Seven Keys. 

## Tracce

### CD 1
1. The King for a 1000 Years – 13:54 (testo: Andi Deris – musica: Deris, Michael Weikath, Sascha Gerstner, Markus Großkopf, Daniel Löble)
2. The Invisible Man – 7:17 (Gerstner)
3. Born on Judgement Day – 6:14 (Weikath)
4. Pleasure Drone – 4:08 (Gerstner)
5. Mrs. God – 2:57 (Deris)
6. Silent Rain – 4:21 (testo: Deris – musica: Gerstner)

### CD 2
1. Occasion Avenue – 11:04 (Deris) – samples da Halloween, Eagle Fly Free e Keeper of the Seven Keys (live inedito con Michael Kiske)
2. Light the Universe – 5:00 (Deris) – feat. Candice Night
3. Do You Know What Are You Fighting For? – 4:45 (Weikath)
4. Come Alive – 3:20 (Deris)
5. The Shade in the Shadow – 3:24 (Deris)
6. Get It Up – 4:13 (Weikath)
7. My Life for One More Day (testo: Deris – musica: Grosskopf)

### Traccia bonus dell'edizione giapponese
1. Revolution – 5:06 (Grosskopf)

## Formazione
- Andreas Deris - voce
- Michael Weikath - chitarra
- Sascha Gerstner - chitarra
- Markus Großkopf - basso
- Daniel Loeble - batteria

### Ospiti
- Candice Night - cori nel brano "Light the Universe"